# Armando Reyes (nikaraguański piłkarz)
Armando Reyes (ur. 29 lipca 1981) – nikaraguański piłkarz występujący na pozycji pomocnika. Zawodnik klubu Deportivo Walter Ferretti.

## Kariera klubowa
Reyes karierę rozpoczynał w 2001 roku w Deportivo Bluefields. Spędził tam 4 lata. W 2005 roku odszedł do zespołu Diriangén FC. W 2006 roku zdobył z nim mistrzostwo Nikaragui. W Diriangén występował przez 5 lat. W 2010 roku przeszedł do Deportivo Walter Ferretti. W sezonie 2010/2011 wywalczył z nim mistrzostwo fazy Apertura.

## Kariera reprezentacyjna
W reprezentacji Nikaragui Reyes zadebiutował w 2003 roku. W 2009 roku został powołany do kadry na Złoty Puchar CONCACAF. Zagrał na nim w meczach z Meksykiem (0:2), Gwadelupą (0:2) oraz Panamą (0:4), a Nikaragua zakończyła turniej na fazie grupowej.